# The Universe Is Undefeated Tour
Il The Universe Is Undefeated Tour è una tournée americana intrapresa tra il 2018 e il 2019 dal gruppo pop statunitense Danity Kane.
Nell'estate 2018 Aubrey O'Day, Shannon Bex e Dawn Richard annunciano una nuova reunion delle Danity Kane e che il gruppo andrà in tournée per promuovere il loro nuovo album delle Dumblonde, il nuovo lavoro di Richard e nonché le canzoni delle Danity Kane.
Il The Universe Is Undefeated Tour ha preso inizio il 28 settembre 2018 a Stamford ed è terminato il 14 giugno 2019 a Fort Lauderdale.

## Scaletta del tour
Intro
1. Renegades
2. Love Underlights
3. Eyes On Horizon
4. Remember Me
5. Lemonade
6. Northern Light
7. Jealousy
8. Waves
9. I Hate That You Love Me
10. Faith
11. Rhythm Of Love
12. Medley: Tell Me / Right Now/ Come Over
13. Sucka for Love

Interlude
1. White Lightning
2. Tender Green Life
3. Dreamsicle
4. You Got Me
5. Medley: Coming Home / Hello Good Morning/ James Dean/ I Do It 4 U
6. Want It
7. Heartbreaker
8. Good Luck To The Next One or Love Blind
9. White Hot Lies

Interlude
1. Sleep On It
2. All In A Days Work
3. Pretty Boy
4. Show Stopper
5. Damaged

## Date del tour
| Data              | Città             | Stato       | Luogo di esibizione              |
| ----------------- | ----------------- | ----------- | -------------------------------- |
|                   |                   |             |                                  |
| Nord America      |                   |             |                                  |
| 28 settembre 2018 | Stamford          | Stati Uniti | Palace Theatre                   |
| 30 settembre 2018 | New York          | Stati Uniti | Irving Plaza                     |
| 2 ottobre 2018    | Huntington        | Stati Uniti | The Paramount                    |
| 19 ottobre 2018   | Anaheim           | Stati Uniti | City National Grove of Anaheim   |
| 20 ottobre 2018   | Las Vegas         | Stati Uniti | Brooklyn Bowl                    |
| 20 ottobre 2018   | Chicago           | Stati Uniti | House of Blues                   |
| 1 novembre 2018   | New Orleans       | Stati Uniti | House of Blues                   |
| 2 novembre 2018   | Atlanta           | Stati Uniti | Buckhead Theatre                 |
| 8 novembre 2018   | Washington        | Stati Uniti | Howard Theatre                   |
| 9 novembre 2018   | Wilmington        | Stati Uniti | The Queen                        |
| 10 novembre 2018  | Freehold Township | Stati Uniti | iPlay                            |
| 11 novembre 2018  | Boston            | Stati Uniti | Wilbur Theatre                   |
| 14 novembre 2018  | Cleveland         | Stati Uniti | House of Blues                   |
| 16 novembre 2018  | Detroit           | Stati Uniti | Saint Andrew's Hall              |
| 18 novembre 2018  | Grand Rapids      | Stati Uniti | 20 Monroe Live                   |
| 30 novembre 2018  | Pasadena          | Stati Uniti | The Rose                         |
| 3 dicembre 2018   | Minneapolis       | Stati Uniti | Varsity Theater                  |
| 8 dicembre 2018   | Reading           | Stati Uniti | Santander Performing Arts Center |
| 9 dicembre 2018   | Indianapolis      | Stati Uniti | Deluxe at Old National Centre    |
| 11 gennaio 2019   | Houston           | Stati Uniti | House of Blues                   |
| 12 gennaio 2019   | Dallas            | Stati Uniti | House of Blues                   |
| 2 marzo 2019      | Seattle           | Stati Uniti | Nectar Lounge                    |
| 14 giugno 2019    | Fort Lauderdale   | Stati Uniti | The Venue                        |